# Sarah Nemtsov
Sarah Nemtsov (geb. Reuter; * 28. Mai 1980 in Oldenburg) ist eine deutsche Komponistin.

## Künstlerischer Werdegang
1987 erhielt Sarah Nemtsov ihren ersten Musikunterricht bei der Blockflötistin Ilse Reil, in deren Haus in Oldenburg die Familie Reuter zur Miete wohnte. Ihre Mutter war die Malerin Elisabeth Naomi Reuter. Schon in Jugendjahren begann Sarah Nemtsov, erste Musikstücke zu komponieren. Von 1998 bis 2000 war sie Jungstudentin für Komposition an der Hochschule für Musik und Theater Hannover bei Nigel Osborne. Seit 2000 studierte sie die Fächer Oboe und Komposition an derselben Institution und später an der Universität der Künste Berlin. Ihre wichtigsten Kompositionslehrer waren Johannes Schöllhorn und Walter Zimmermann, bei dem sie ihr Meisterschülerexamen mit Auszeichnung abschloss.
Ihre Werke werden bei internationalen Festivals aufgeführt, wie den Donaueschinger Musiktagen, den Internationalen Ferienkursen für Neue Musik Darmstadt, der Münchener Biennale, den ISCM World New Music Days, dem Straßburger Festival Musica, Ultraschall Berlin, MaerzMusik, den Bregenzer Festspielen, dem SPOR Festival Dänemark, FRUM Island, der Klangwerkstatt Berlin, Wien Modern, Klangspuren Schwaz, Israel Festival oder Musik 21 Niedersachsen. Sie arbeitet regelmäßig mit führenden Orchestern und Ensembles zusammen, etwa mit dem Deutschen Sinfonieorchester, dem WDR Sinfonieorchester, hr-Sinfonieorchester, dem Konzerthausorchester Berlin, RSO Wien oder dem Tonhalle-Orchester Zürich, mit Ensembles wie dem Klangforum Wien, Ensemble Musikfabrik, ensemble mosaik, Ensemble intercontemporain, den Neue Vocalsolisten Stuttgart u. v. m., mit Dirigenten wie Johannes Kalitzke, Peter Rundel, Joana Mallwitz, Emilio Pomàrico, Baldur Brönnimann, Elena Schwarz, Titus Engel, Jonathan Stockhammer und anderen.
In der Spielzeit 2014/2015 war Sarah Nemtsov Komponistin für das Projekt Erfurts Neue Noten am Theater Erfurt. 2014 war sie Gastdozentin für Komposition (Schwerpunkt Musiktheater) an der Musikhochschule Köln. 2018 war sie DAAD-Gastdozentin für Komposition an der University of Haifa, Music Department.
2012 erhielt sie den Deutschen Musikautorenpreis in der Kategorie Nachwuchsförderung und 2013 den Busoni-Kompositionspreis der Akademie der Künste Berlin, 2018 den Oldenburger Kompositionspreis, 2021 wurde sie sowohl in die Sächsische Akademie der Künste als auch in die Akademie der Künste Berlin gewählt. Sie erhielt verschiedene Stipendien (u. a. einen Aufenthalt auf der Villa Serpentara, Olevano, Italien 2011).
Ab dem Wintersemester 2022/23 unterrichtet Sarah Nemtsov als Professorin für Komposition an der Universität Mozarteum Salzburg.

## Werke
Ihr Werkverzeichnis umfasst über 150 Kompositionen in verschiedenen Gattungen.
Seit 2016 werden ihre Werke im Verlag Ricordi verlegt, außerdem sind einige Werke bei edition nova vita, Moeck Verlag sowie bei Peermusic Classical Hamburg erschienen. Ihre Kammeroper Herzland nach Paul Celans Briefwechsel wurde 2006 in Hannover uraufgeführt und u. a. auch in der Reihe „unerhörte Musik“ (Berlin) präsentiert. 2011 fand eine Neuproduktion von Herzland an der Bayerischen Staatsoper statt. Das Vokalwerk Hoqueti wurde am 16. Oktober 2011 bei den Donaueschinger Musiktagen uraufgeführt. Ihr Zyklus Zimmer (2013–2014) wurde 2014 durch das Ensemble Adapter bei den Darmstädter Ferienkursen für Neue Musik präsentiert. 2015 steuerte sie eine Kurzoper (Alt/Defekt) für das Salzburger Taschenopernfestival bei und entwickelte in Zusammenarbeit mit dem Solistenensemble Kaleidoskop den Abend 4 Rooms mit Alter und Neuer Musik.
Ihre abendfüllende Oper L’absence (2006–2008) nach dem Buch der Fragen von Edmond Jabès wurde im Mai 2012 bei der 13. Münchener Biennale uraufgeführt. Die Oper ist im Verlag Peermusic Classical erschienen. 2017 wurde ihre neue Oper Sacrifice an der Oper Halle uraufgeführt. Ihre neueste Oper Ophelia zu einem Libretto von Mirko Bonné für das Saarländische Staatstheater hatte im Mai 2023 Premiere. Des Weiteren ist eine Oper nach dem dystopischen Roman Wir von Jewgeni Samjatin für die Oper Dortmund beauftragt.

## Kompositionen (Auswahl)
Gesamtverzeichnis:

### Bühnenwerke
- Ophelia (2020–2022), Oper in 12 Bildern für 12 Stimmen, Chor, Orchester und Elektronik zu einem Libretto von Mirko Bonné[15]
- verflucht (2019), Monolog für Sopran und Ensemble zu einem Text von Gerhild Steinbuch
- Sacrifice (2016), Oper in 4 Akten für 5 Sänger, 3 Schauspieler, Instrumentalensemble, Orchester, Elektronik, Video und einen stummen Chor - Libretto: Dirk Laucke
- Alt / Defekt (2015), Kammeroper für Countertenor, Schauspieler und 4 Instrumente - zu Texten von James Joyce
- L’Absence (2006–2008), Oper in 5 Akten für 12 Sänger, Sprecher, Tänzerin und Orchester - nach dem Buch der Fragen von Edmond Jabès
- Herzland (2005), für 2 Stimmen und 4 Instrumente - (Neufassung 2009 für 2 Stimmen und Kammerorchester) - zu Auszügen aus dem Briefwechsel Paul Celan und Gisèle Celan-Lestrange

### Orchesterwerke
- K’lipot (2023) für Solistenensemble und großes Orchester
- Tikkun (2021) für 4 Solisten, Streichorchester und Perkussion[16]
- black trees (2020) für Orchester
- EN FACE (2018) für Solo-Schlagzeug, Sprecher und großes Orchester zu einem Text von Bruno Schulz
- dropped.drowned (2017) für großes Orchester
- scattered ways (2015) für Orchester
- SHESH (2014) für Streichorchester
- Treppen im Meer (2006–2008/2012) für Orchester
- Helix (2004) für Orchester

### Ensemble
- MALCHUT (2024) für großes Ensemble und Elektronik
- CHESED (2022) für 6 Instrumente und Elektronik
- MOOS (2020) für 13 Instrumente und Elektronik
- NUN (2019) für 10 Musiker
- white wide eyes (2014) für 23 Instrumente mit Elektronik und Projektion
- Zimmer I-III (2013) Schichtung für 8 Musiker
- A LONG WAY AWAY. Passagen (2010–2011) Inszenierter Zyklus für 10 Instrumente

### Vokalwerke
- heimwehgefiedert (2020) für Sopran, Viola und Klavier zu Gedichten von Hilde Domin
- Phoneme (2018) für 5 Stimmen und 6 Instrumente
- OR.Towards (2016) für 6 Stimmen, 6 Instrumentalisten, Objekte und Licht
- Siebenfacher Trost (2013) Liederzyklus zu John Dowlands A Pilgrim’s Solace mit neuen Übersetzungen und Variationen von Mirko Bonné - für 2 Stimmen und 6 Instrumente
- Hoqueti (2011) für 6 Solo-Stimmen mit Zusatzinstrumenten zu Traum-Texten von Walter Benjamin, Theodor W. Adorno und Bert Brecht
- Moon at Noon (2009) für Sopran und Ensemble zu Gedichten von Emily Dickinson

### Kammermusik
- or bahir (2023) Streichquartett
- starlings, sparrows (2022) Trio
- NUN IV (2021) für Bassflöte und Synthesizer
- Keter (2020) für Bassklarinette, Viola, Cello, Harfe, Klavier und Elektronik
- weggeschliffen (2018) Streichquartett mit Effekten
- Seven Colours (2018) für 4 Instrumente und Elektronik
- SKOP (2016) für (verstärktes) Akkordeon solo
- Journal (2015) für 5 Instrumente mit Elektronik
- white eyes erased (2014/2015) für Keyboard und drumset
- running.out of tune (2013) für 2 Cembali mit Elektronik
- WOLVES (2012) für Oboe und präpariertes Klavier
- Briefe.Puppen (2012/2014) für E-Gitarre und Schlagzeug
- Sechs Zeichen (2010) für Cello und präpariertes Klavier
- Erinnerungen - Splitter (2009) Streichtrio
- Im Andenken (2007) Streichquartett
- Zwanzig Skizzen (2005) für Klavier solo
- deconstructions (2003) 2 Sätze für Violine und Klavier

### Film
- Roses for my Funeral (2021), experimenteller Musikfilm, Kollaboration mit Heinrich Horwitz, Rosa Wernecke, Decoder Ensemble
- Mountain & Maiden (2019), ein Film von Shmuel Hofman & Anton von Heiseler mit Musik von Sarah Nemtsov[17]
- Red (2019), Musikvideo mit Live Cello (kollaborative Arbeit mit Carola Schaal, David Campesino, Javier Sobremazas, Heinrich Horwitz, Sonja Lena Schmid)[18]

## Auszeichnungen
- 2024: Heidelberger Künstlerinnenpreis[19]
- 2021: Wahl zum Mitglied der Akademie der Künste Berlin (Sektion Musik)[20]
- 2020: Nominierung als "Komponistin des Jahres" beim Opus Klassik Preis[21]
- 2018: Oldenburger Kompositionspreis für Zeitgenössische Musik[22]
- 2016: Gewinnerin des RicordiLAB Kompositionswettbewerbs[23]
- 2014–2015: Komponistin für Erfurts Neue Noten (Philharmonisches Orchester Erfurt, GMD Joana Mallwitz)
- 2014: Kompositionsstipendium des Berliner Senats
- 2013: Busoni-Kompositionpreis
- 2012: Deutscher Musikautorenpreis (GEMA) in der - Kategorie „Nachwuchsförderung“[24]
- 2011: Stipendiatin der „Villa Serpentara“ (Italien), Kompositionsstipendium des Berliner Senats, ZONTA-Musikpreis
- 2009: Stipendium „Wilfried-Steinbrenner-Stiftung“[25]
- 2007: „Hanns-Eisler-Preis“ für Komposition und Interpretation, Stipendium „Aribert-Reimann-Stiftung“
- 2003–2007: Stipendiatin für Komposition bei der Studienstiftung des deutschen Volkes
- 1995–1999: Preisträgerin des Wettbewerbs „Jugend komponiert“ (fünffach in Folge)

Sarah Nemtsov ist Mitglied der Akademie der Künste Berlin und der Sächsischen Akademie der Künste.

## Privates
Sarah Nemtsov ist mit dem Pianisten und Musikwissenschaftler Jascha Nemtsov verheiratet. Sarah Nemtsov war Mitglied im Komponistenverein Klangnetz e. V. Mit ihrem Mann Jascha Nemtsov eröffnete sie im Mai 2015 den Raum für Kunst und Diskurs in Berlin-Charlottenburg – eine Galerie und ein Veranstaltungsort. Sie kümmert sich zudem um den künstlerischen Nachlass ihrer 2017 verstorbenen Mutter, der Künstlerin Elisabeth Naomi Reuter. Außerdem initiierte sie das Projekt Orte – Mekomot – eine Konzerttour (2015–2016) mit zeitgenössischen Kompositionen und traditionellen jüdischen Gesängen durch ehemalige Synagogen in Deutschland und Polen. Das Projekt wurde u. a. durch die Kulturstiftung des Bundes sowie die Stiftung Erinnerung, Verantwortung, Zukunft gefördert.